# Noc demonów
Noc demonów (ang. Night of the Demons) – amerykański horror z 1988 roku.

## Odbiór
Zdaniem Feliksa Vasqueza Jr., dziennikarza współpracującego ze stroną internetową Cinema-Crazed.com, Noc demonów to "hałaśliwy i niezwykle osobliwy horror, który z biegiem lat wcale się nie postarzał". Albert Nowicki (witryna His Name Is Death) pisał: "Po wielokroć można wracać do tego mało demonicznego obrazu, oddającego lekkość, z jaką powstawało kino rozrywkowe przed niemal trzydziestoma laty. Night of the Demons to bardzo przyzwoity film, nieraz pogrążony przez głupi scenariusz. W zasadzie największym jego mankamentem pozostanie na długo zrealizowany w 2009 roku, bolesny remake."